# Ashley Fletcher
Ashley Michael Fletcher (ur. 2 października 1995 w Keighley) – angielski piłkarz występujący na pozycji napastnika w angielskim klubie Watford. Wychowanek Boltonu Wanderers, w trakcie swojej kariery grał także w takich zespołach jak Manchester United, Barnsley, West Ham United, Middlesbrough oraz Sunderland. Młodzieżowy reprezentant Anglii.